# Tears Dry on Their Own
Singles de Amy Winehouse
Back to Black Valerie
Pistes de Back to Black
Love Is a Losing Game Wake Up Alone
Tears Dry on Their Own est le 4e single de l'album Back to Black d'Amy Winehouse. La chanson a été écrite et interprétée par Amy Winehouse et produit par Salaam Remi. 
La version originale de la chanson a été incluse dans l'album posthume Lioness: Hidden Treasures. En 2015, la chanson a également été présentée sur la bande originale de Amy, un film documentaire sur la vie d'Amy Winehouse.

## Information sur le titre
Il s'agit de l'instrumental de  Ain't No Mountain High Enough, interprétée par Marvin Gaye et Tammi Terrell et dont elle a modifié les paroles et la ligne mélodique du chant uniquement. 

## Vidéoclip
Le clip vidéo de la chanson a été réalisé par David LaChapelle et a été filmé le 22 mai 2007 à Hollywood. On y voit successivement Amy chanter dans une chambre d'hôtel puis, vêtue d'une robe grise, déambuler dans les rues d'Echo Park.

## Succès
Au Royaume-Uni, la chanson débute en 67e position et atteint six semaines plus tard la 16e position. Il passe dans les charts 19 semaines. La chanson sera également au top 40 dans les pays suivants : Irlande, Portugal et Suède.

## Charts mondiaux
| Pays                                    | Meilleure position |
| --------------------------------------- | ------------------ |
| Allemagne                               | 56                 |
| Belgique (Flandre Ultratop 50 Singles)  | 3                  |
| Belgique (Wallonie Ultratop 50 Singles) | 15                 |
| France (SNEP)                           | 87                 |
| Irlande                                 | 26                 |
| Pays-Bas (Nederlandse Top 40)           | 100                |
| Portugal                                | 39                 |
| Royaume-Uni                             | 16                 |
| Suède (Sverigetopplistan)               | 24                 |
| Europe                                  | 49                 |